# Abraham Cheroben
Abraham Naibei Cheroben  (sinh ngày 11 tháng 10 năm 1992) là một vận động viên điền kinh người Bahrain gốc Kenya đã giành chiến thắng tại Giải bán marathon Valencia vào năm 2014 và 2015. Anh đã đứng thứ 10 trong cuộc thi chạy 10.000 m nam tại Thế vận hội Mùa hè 2016. Năm 2017, anh giành chiến thắng tại Giải Marathon Copenhagen Half với thời gian 58 phút và 40 giây, đứng thứ tư trong lịch sử về thời gian tốt nhất cho Bán marathon.